# 푸호아이 전투
푸호아이 전투(프랑스어: Battle of Phủ Hoài, 1883년 8월 15일)는 프랑스의 통킹 원정(1883년 ~ 1886년)의 초기에 통킹 원정 군단과 유영복의 흑기군의 사이에 결전을 짓지 않았던 교전이다. 이 전투는 프랑스와 청나라 사이에 긴장이 고조되는 시기에 일어났으며, 결국 청불 전쟁(1888년 8월 ~ 1885년 4월)으로 이어지게 된다.

## 배경
통킹 원정은 통상적으로 1883년 6월 시작된 것으로 간주된다. 1883년 5월 19일, 꺼우저이 전투에서 앙리 리비에르가 유영복의 흑기군에게 패배해 전사하자 이것을 복수하기 위해 프랑스 정부가 통킹에 병력을 파견하기로 결정했다. 증원군은 통킹 원정 군단으로 구성하고, 여단장 알렉상드 외젠 부에 (1833–1887)의 휘하에 편입했다. 그는 프랑스 식민지인 코친차이나에서 가용할 수 있는 최고위급 해병대 장교였다.
1883년 6월 초 부에 장군이 통킹에 도착할 무렵, 프랑스의 지위는 매우 위태로웠다. 프랑스는 하노이, 하이퐁, 남딘에 소규모 수비대를 보유하고 있었으며, 혼가이와 안남의 꾸이년에서 고립된 초소만을 가지고 있을 뿐이었다. 유영복의 흑기군과 베트남 왕자 호앙께비엠이 이끄는 베트남군에 대한 공세는 생각하기도 힘들었다. 6월에 프랑스군은 수비군의 배후를 쳐서, 하노이와 남딘의 사기가 떨어진 베트남군을 물리쳤다. 프랑스와 뉴칼레도니아에서 증원군이 조기에 도착했고, 코친차이나의 징병군과 베트남인 치중대는 부에가 골칫거리들에게 반격을 가할 수 있는 기반이 되어 주었다. 7월 19일, 남딘의 프랑스군 선임 지휘관 피에르 드 바당스 대대장이 호앙께비엠 왕자가 이끄는 포위를 하고 있던 베트남 군대를 공격하여 격파해서 남딘에 대한 베트남의 압박을 효과적으로 완화시켰다.
1883년 7월, 아메데 쿠르베 제독이 상당수의 증원군을 이끌고 알롱만에 도착하면서, 통킹에 있는 프랑스군의 입지가 더욱 강화되었다. 프랑스는 현재 유영복에 대한 공격을 고려할 입장이었지만, 그들은 흑기군에 대한 군사 행동을 하려면 후에의 베트남 조정과의 정치적 합의가 수반되어야 함을 깨달았다. 필요하다면, 강요를 해서라도, 통킹의 프랑스 보호령을 인정받아야 했다.
1883년 7월 30일, 쿠르베 제독, 부에 장군 그리고 근자에 통킹의 민간 치안총감으로 임명된 쥘 아르망은 하이퐁에서 전쟁 협의회를 개최했다. 세 사람은 부에 장군이 다이강변의 푸호아이 주변에서 가능한 빨리 흑기군을 공격해야 한다는 데 동의했다. 그들은 또한 후에 조정이 유영복의 흑기군을 은밀히 돕고 있으며, 호앙 왕자는 여전히 남딘에서 프랑스에 적대해 무장을 하고 있다는 것을 간파했다. 그들은 프랑스 정부로 하여금 후에의 베트남군에게 최후통첩을 해서 베트남이 통킹을 프랑스 보호령으로 받아들이거나, 아니면 즉각적인 공격에 직면할 것이라고 경고하게 했다. 프랑스 해군은 이 제안을 8월 11일 승인했다. 8월 20일, 투언안 전투에서 프랑스군은 후에강 어귀의 방어진 요새를 강습해, 그들이 다른 선택을 할 경우 후에를 직접 공격하려 했다.
베트남 조정은 휴전을 요청했고, 8월 25일 아르망은 이후 후에 조약이라고 불리는 내용을 베트남 조정에 내놓았다. 베트남 조정은 프랑스가 코친차이나 점령의 정당성을 인정해야 했고, 안남과 통킹을 프랑스 보호령으로 수용하여 통킹에서 군대를 철수하기로 약속했다. 베트남 왕실과 조정은 살아남았지만, 프랑스의 지시를 받아야 했다.
아르망과 쿠르베가 후에에서 프랑스 보호령을 수행하고 있는 동안, 부에 장군은 7월 30일 하이퐁 회의에서 합의된 내용 중 자신의 수행해야 할 역할을 하려 했다. 1883년 8월 15일, 부에 장군은 다이강 앞에 강력한 방어 진지를 구축해 놓은 유영복의 흑기군을 공격했다.

## 병력

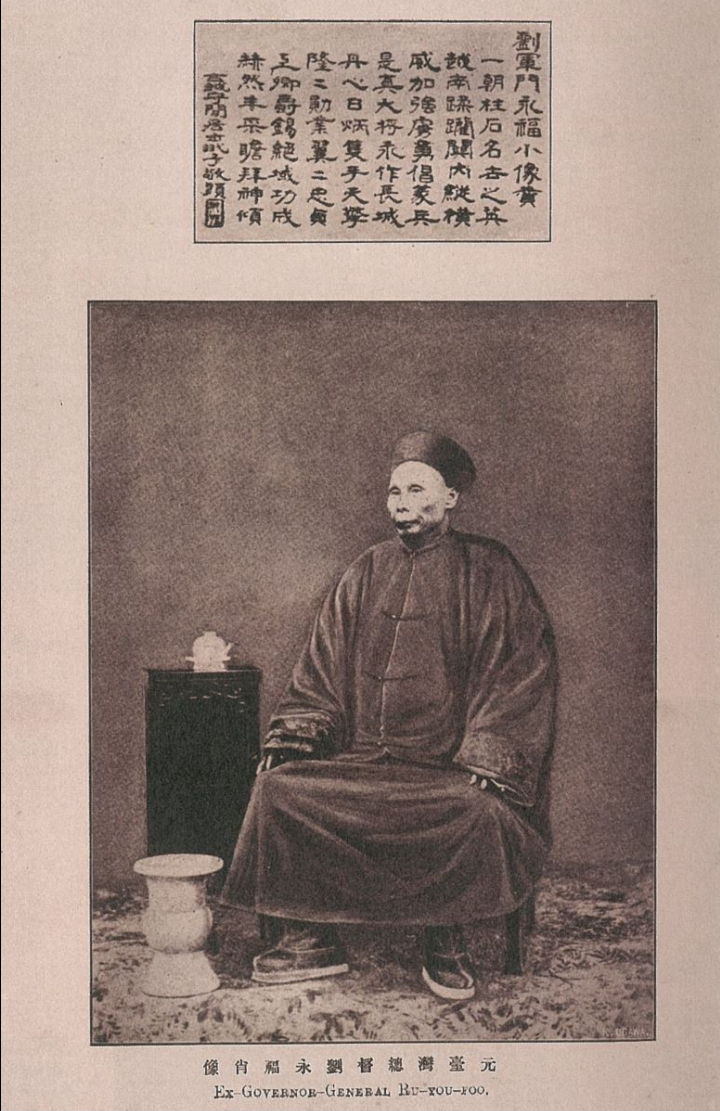
유영복 (1837–1917)

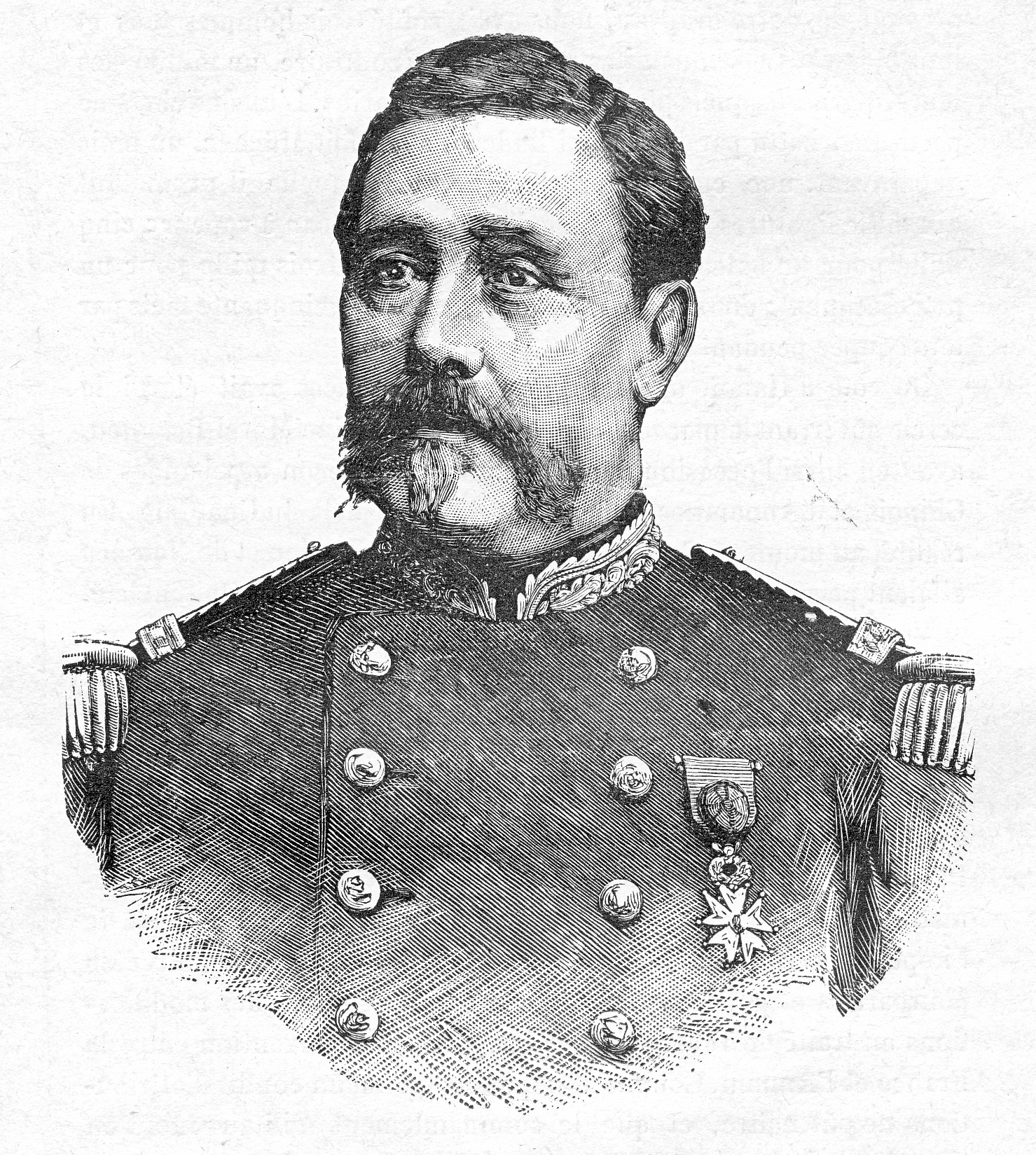
알렉상드르 외젠 부에 장군 (1833–87)

부에 장군은 프랑스군과 베트남군인 2,500명의 병력으로 공격을 수행했다. 프랑스군은 해병대 보병 3개 대대 (대대장 슈발리에, 라퐁과 루), 해병대 포병 3개 소대(이스와, 듀퐁, 및 뤼셀), 코친차이나 소총병 4개 중대 및 약 450명에 이르는 황기군 외인부대로 구성되었다.
공격대는 부대를 셋으로 나눠 진군했다. 레비옹(Révillon) 중령이 지휘하는 좌군은 코친차이나 소총병 대대와 포병 2개 소대로 구성된 해병대 보병 대대로 구성되어 있었다. 그들은 황기군 외인부대와 함께 진군했다. 부에 총사령관의 참모장인 폴 코로나(Paul Coronnat) 대대장이 지휘하는 중군은 코친차이나 소총병과 해병대 포병의 지원을 받는 해병대 보병 대대로 구성되어 있었다. 비쇼(Bichot) 대령이 지휘하는 우군은 보병대대와 코친차이나 소총 중대와 해병대 포병의 지원을 받는 해병대 보병 대대로 구성되어 있었다. 우측면이 홍강을 끼게 되는 비쇼의 부대는 모렐 볼류 함장이 지휘하는 통킹 선단 소속의 포함(플루비에, 레오파, 팡파르, 에클레르, 무스크통, 토롬베)의 지원을 받았다. 부에 장군 자신은 소규모 예비군을 거느리고 레비옹 부대 뒤에서 행진했다.
흑기군은 약 3,000명의 병력을 보유한 것으로 보였다. 유영복의 군대는 프랑스군을 능가하지는 않았지만, 선떠이로 가는 길을 막기 위해 2열의 야전 요새를 세웠다. 첫 번째 전초 기지는 5월 19일 리비에르의 패배와 죽음의 현장인 꺼우저이 근처의 꺼우저이 마을에서 홍강의 사주묘로 이어졌다. 흑기군은 푸호아이, 노이 및 홍 마을을 차지하여 그 뒤로 주요 방어선을 구축했다.

## 전투

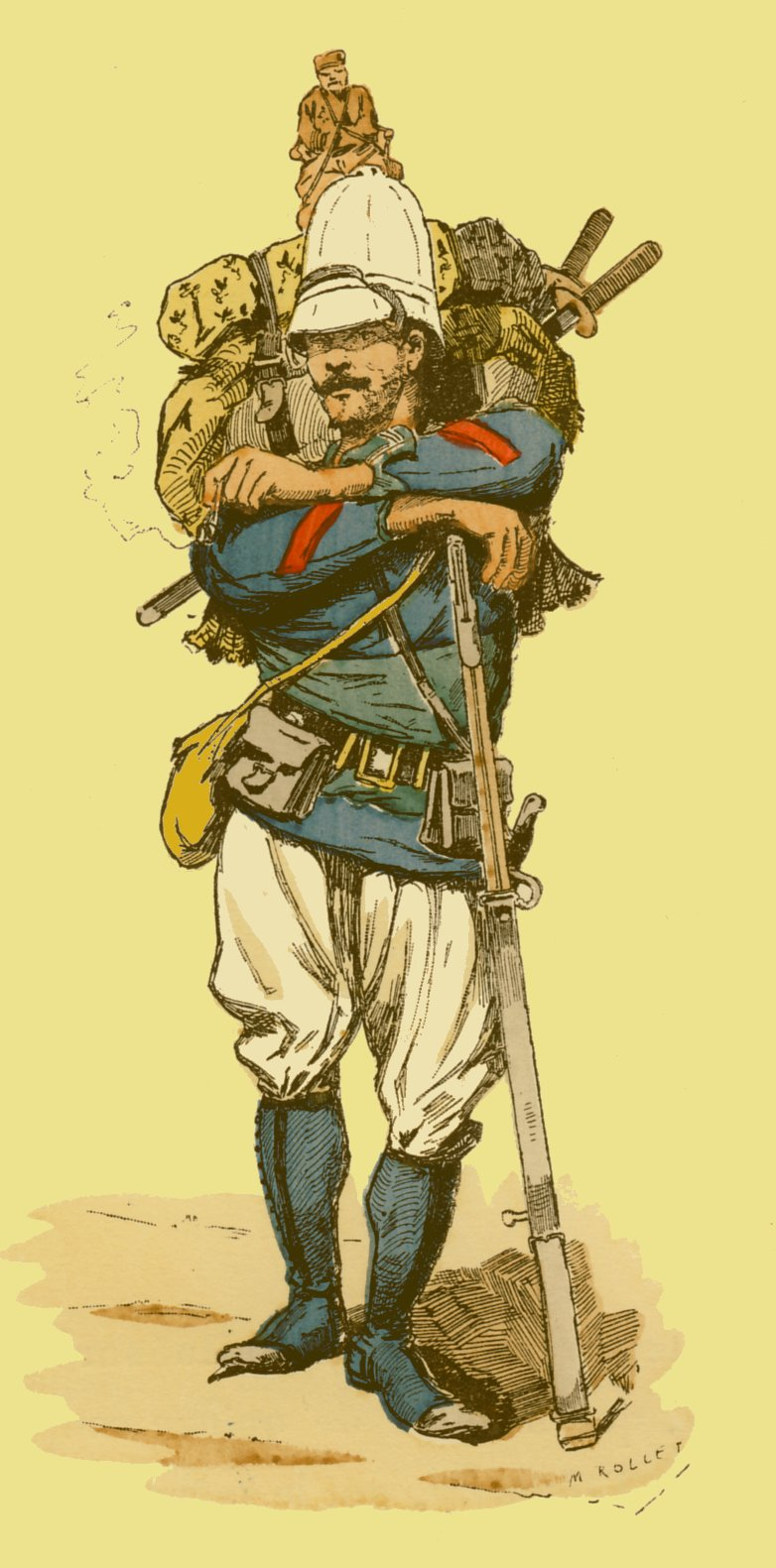
통킹의 프랑스 해병대 보병, 1883

레비옹의 좌군은 흑기군 우익 전열을 성공적으로 요격하지 못했고, 그 대가로 유영복과 흑기군 대군에 의해 반격을 당했다. 탄약이 부족해지자 프랑스는 꺼우저이(紙橋)로 퇴각했다. 그들의 퇴각은 거의 궤멸로 이어졌고, 부대와 동행한 베트남인 쿨리는 공황상태로 뒤쪽으로 몰려갔으며, 탄약이 보급되는 제방로를 막았다. 그러나 봉 마을의 대피소에서 사격을 하던 슈발리에의 해병대 보병 대대는 후퇴하는 프랑스군을 성공적으로 엄호했으며, 방어선을 떠나 야외로 나온 흑기군 부대에 엄청난 사상자를 내게 했다. 밤이 되자 부에는 예비 병력을 보내, 레비옹이 전선을 안정시킬 수 있게 했다. 다른 두 부대의 진행 소식을 듣지 못했기 때문에, 부에는 당일 저녁 레비옹의 부대에게 하노이로 귀환하라고 명령했다.

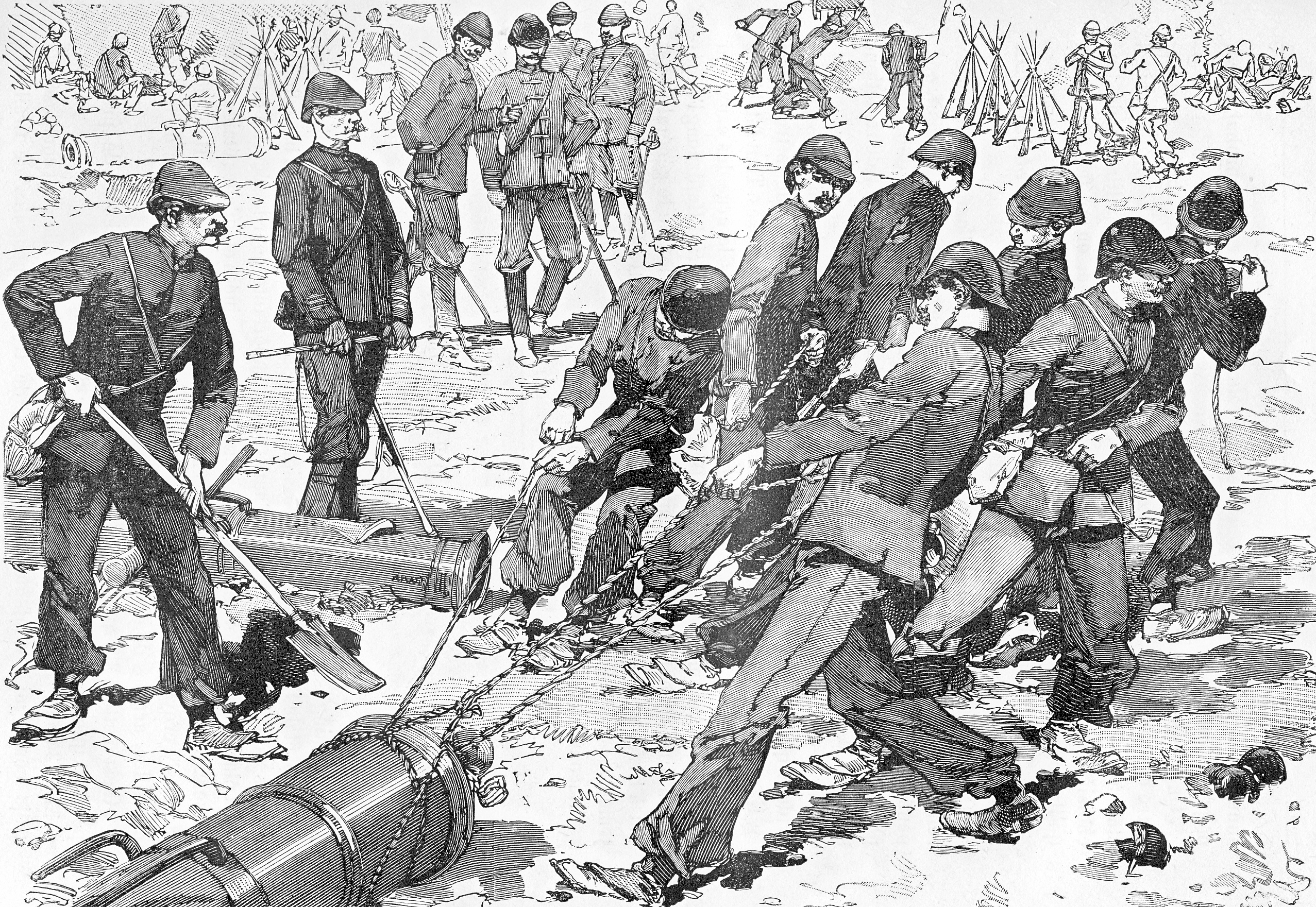
사주묘에 버려진 흑기군 대포를 뇌획하는 비쇼 대령

레비옹이 이끄는 부대에게 유영복이 그토록 강력한 반격을 할 수 있었던 이유는 다른 두 프랑스 부대가 적을 강하게 압박하지 못했기 때문이다. 코로나의 중군은 흑기군과 아예 마주치지도 않았고, 반면 비쇼의 우군은 트렘 마을을 점령하는 데는 성공했지만, 사주묘의 흑기군 방어선 앞에서 붙들려 있었다.
8월 16일, 비쇼는 사주묘를 공격하여 진군했지만, 흑기군이 밤새 진지를 버리고 간 것을 발견했다. 전투는 쏟아지는 빗속에서 진행되었고, 8월 15일 밤, 홍강의 강둑이 무너져서 하노이와 푸호아이 사이의 평원을 범람시켰다. 그 홍수는 전투를 효과적으로 중단시켰다. 8월 16일에는 코로나도, 비쇼도 더 이상 진전할 수 없었다. 코로나의 부대는 하노이로 귀환했고, 비쇼는 사주묘를 점령하고 철수하면서 흑기군이 버린 많은 대포를 노획하여 하노이로 돌아왔다. 프랑스는 나중에 홍수로 인해 유영복에게 큰 패배를 안기지 못했다고 주장했다. 실제로 그 범람은 흑기군에게도 재앙이었다. 유영복은 다이강 앞에 있었던 자신의 참호를 버리고 강 뒤로 물러나서 모든 물자와 부상병들을 남겨두고 후퇴했다.
푸호아이 전투에서 프랑스 사상자는 사망자 17명 (정교 2명 포함)과 부상자가 62명이었다. 프랑스군이 추정한 흑기군 사상자는 사망자 약 300명과 부상자 약 800명이라고 추정했다.

## 영향
비록 프랑스군이 전투 중에 흑기군에 심한 피해를 주고, 그 대가로 상대적으로 낮은 사상자를 냈지만, 유영복을 상대로 명백한 승리를 얻지 못했다는 것이 널리 알려졌다. 부에의 공격이 실패한 가장 중요한 이유는 험한 날씨였지만, 프랑스 사령부의 빈약한 결정과 흑기군의 완강한 저항도 부가적인 기여 요인이 되었다. 어설픈 전투 결과는 프랑스를 도와 흑기군을 공격하는 것을 많은 베트남 백성들이 방해하게 했으며, 세계의 시각으로는 프랑스가 패배한 전쟁이었다.

## 참고자료
- Bastard, G., Défense de Bazeilles, suivi de dix ans après au Tonkin (Paris, 1884)
- Duboc, Emile, Trente cinq mois de campagne en Chine, au Tonkin (Paris, 1899) OCLC 419559712
- Huard, L., La Guerre du Tonkin (Paris, 1887) OCLC 22485334
- Lung Chang, Yueh-nan yu Chung-fa chan-cheng [Vietnam and the Sino-French War] (Taipei, 1993)
- Nicolas, V., Livre d'or de l'infanterie de la marine (Paris, 1891) OCLC 36848613
- Thomazi, A., Histoire militaire de l'Indochine française (Hanoi, 1931) OCLC 491248510
- Thomazi, A., La Conquête de l'Indochine (Paris, 1934) OCLC 154148440